# Естел (Луизијана)
Естел (енгл. Estelle) насељено је место без административног статуса у америчкој савезној држави Луизијана.

## Демографија
По попису из 2010. године број становника је 16.377, што је 497 (3,1%) становника више него 2000. године.
| Група             | 2000.          | 2010.         |
| Белци             | 11.227 (70,7%) | 9.466 (57,8%) |
| Афроамериканци    | 2.666 (16,8%)  | 4.062 (24,8%) |
| Азијати           | 526 (3,3%)     | 735 (4,5%)    |
| Хиспаноамериканци | 1.143 (7,2%)   | 1.796 (11,0%) |
| Укупно            | 15.880         | 16.377        |